# Mecanització
La mecanització o maquinatge és un procés de fabricació que comprèn un conjunt d'operacions de conformació de peces mitjançant remoció de material, sigui per arrencada de ferritja o per abrasió. Es realitza a partir de productes semielaborats com lingots, totxos o altres peces prèviament conformades per altres processos com emmotllament o forja. Els productes obtinguts poden ser finals o semielaborats que requereixin operacions posteriors.

## Mecanització per arrencada de ferritja

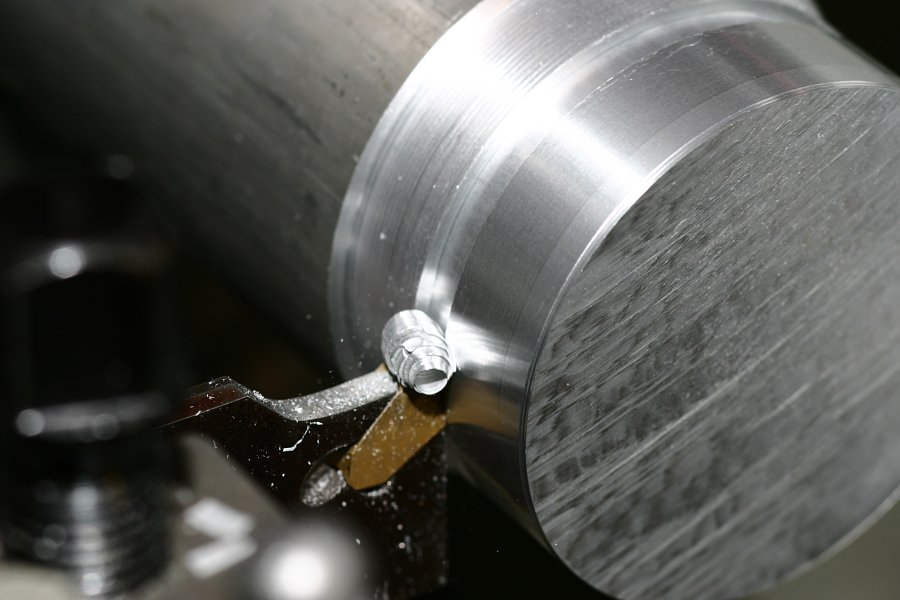
Arrencada de ferritja

En la mecanització per arrencada de ferritja el material és arrencat o tallat amb una eina donant lloc a un residu o ferritja. L'eina consta, generalment, d'un o diversos talls o fulles que separen la ferritja de la peça en cada passada. En el mecanització per arrencada de ferritja es donen processos de desbastament (eliminació de molt de material amb poca precisió; procés intermedi) i d'acabat (eliminació de poc material amb molta precisió; procés final). Nogensmenys, té una limitació física: no es pot eliminar tot el material que es vulgui perquè arriba un moment en què l'esforç per a estrènyer l'eina contra la peça és tan lleuger que l'eina no penetra i no s'arriba a extreure ferritja.

## Mecanització per abrasió

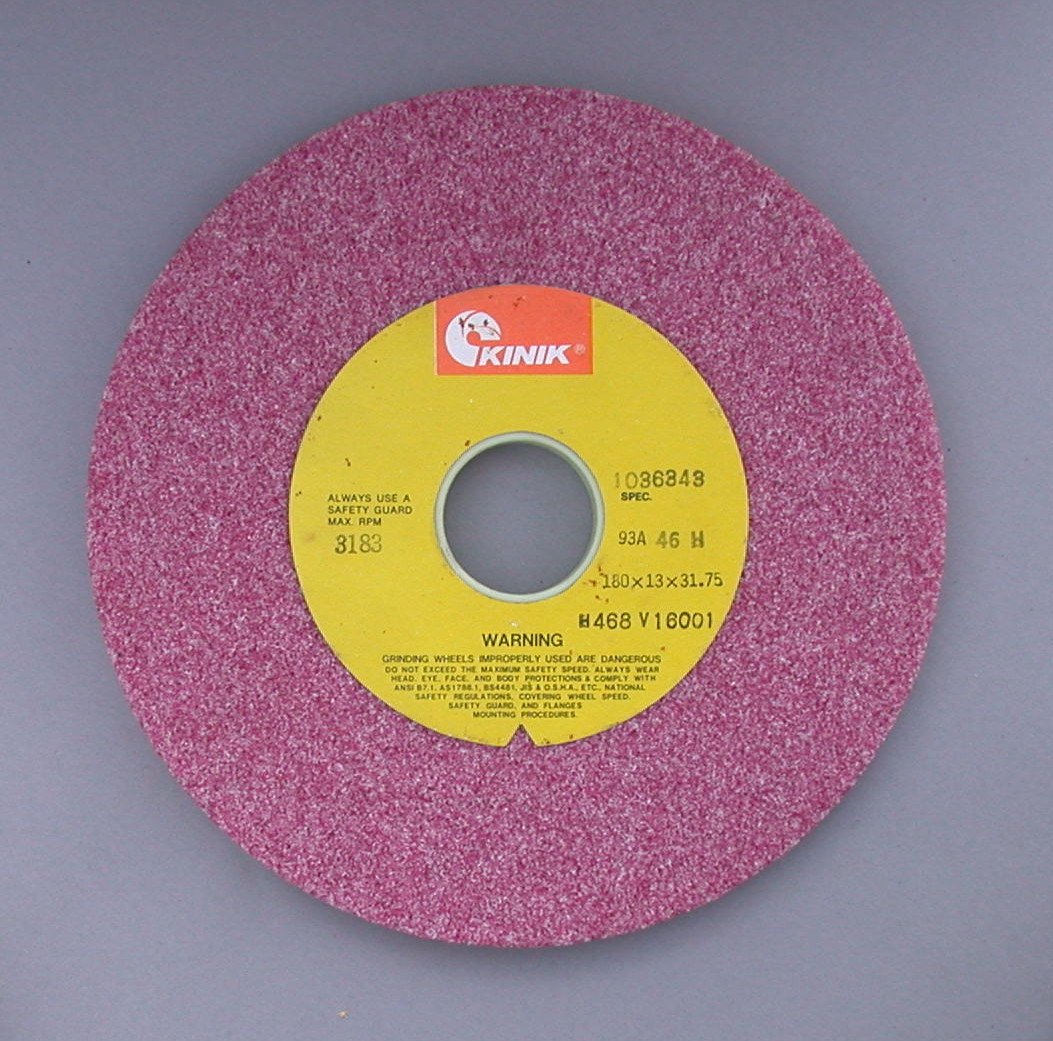
Mola abrasiva

La mecanització per abrasió és l'eliminació de material desgastant la peça en petites quantitats, desprenent partícules de material, en molts casos, incandescent. Aquest procés es realitza per l'acció d'una eina característica, la mola abrasiva. En aquest cas, l'eina (mola) està formada per partícules de material abrasiu molt dur unides per un aglutinant. Aquesta manera d'eliminar material ratllant la superfície de la peça, necessita menys força prement l'eina contra la peça, de manera que permet que es puguin fer passades de menor gruix. La precisió que es pot obtenir per abrasió i l'acabat superficial poden ser molt bons però els temps productius són molt prolongats.

## Mecanització sense arrencada de ferritja
Totes les peces metàl·liques, excepte les foses, en algun moment de la seva fabricació han estat sotmeses a una operació almenys de conformat de metalls, i sovint es necessiten diverses operacions diferents. Així, l'acer que s'utilitza en la fabricació de tubs per a la construcció de cadires es forja, es lamina en calent diverses vegades, es lamina en fred fins a transformar-lo en xapa, es talla en tires, se li dona, en fred, la forma tubular, se solda, es mecanitza en soldadura i, de vegades, també s'estira en fred. Això, a banda de tots els tractaments subsidiaris. La teoria del conformat de metalls pot ajudar a determinar la forma d'utilitzar les màquines de la manera més eficient possible, així com a millorar la productivitat.

## Moviments de tall
En el procés de mecanització per arrencada de material intervenen dos moviments, el moviment de tall, pel qual l'eina talla el material, i el moviment d'avanç, pel qual l'eina troba nou material per tallar. Cada un d'aquests dos moviments el pot tenir la peça o l'eina segons el tipus de mecanització.

## Treballs manuals i treballs fets amb màquina eina
La mecanització manual és la realitzada per una persona amb eines exclusivament manuals: serra, llima, cisell, burí, en aquests casos l'operari mecanitza la peça utilitzant alguna d'aquestes eines, emprant per això la seva destresa i força.

### Mecanització amb màquina eina
La mecanització es fa mitjançant una màquina eina manual, semiautomàtica o automàtica, però l'esforç de mecanització és realitzat per un equip mecànic, amb els motors i mecanismes necessaris. Les màquines eines de mecanització clàssiques són:
- Fresadora: a la fresadora el moviment de tall el té l'eina, que s'anomena fresa, girant sobre el seu eix, el moviment d'avanç el té la peça, fixada sobre la taula de la fresadora que realitza aquest moviment.
- Trepant: La peça és fixada sobre la taula del trepant, l'eina, anomenada broca, fa el moviment de tall giratori i d'avanç lineal, realitzant el mecanitzatge d'un forat o trepant teòricament del mateix diàmetre que la broca i de la profunditat desitjada.
- Brotxadora: Màquina en la qual el moviment de tall el realitza una eina brotxa de múltiples talls progressius que van arrencant material de la peça amb un moviment lineal.
- Llimadora: aquesta màquina eina realitza el mecanitzat amb una fulla muntada sobre el portaeines del moltó, que fa un moviment lineal de tall, sobre una peça fixada la taula, que té el moviment d'avanç perpendicular al moviment de tall.
- Planejadora: més gran que la llimadora, té una taula lliscant sobre la qual es fixa la peça i que fa el moviment de tall lliscant longitudinalment, la fulla muntada sobre un pont sobre la taula es desplaça transversalment en el moviment d'avanç.
- Mortasadora: màquina que arrenca material linealment de l'interior d'un forat. El moviment del tall l'efectua l'eina i el d'avanç la taula on es munta la peça a mecanitzar.
- Torn: el torn és la màquina eina de mecanització més difosa, i són les d'ús més general en la indústria, la peça es fixa en el plat del torn, que fa el moviment de tall girant sobre el seu eix, la fulla fa el moviment d'avanç eliminant el material en els llocs precisos.

## Economia de la mecanització

Gràfic aproximat en escales logarítmiques del cost de mecanització en funció del nombre de peces a mecanitzar per lot.
Màquines tradicionals.
Màquines de control numèric.
Màquines especials o de transferència (transfert).

Els costos de producció d'una sèrie de peces en una màquina-eina es divideixen en uns costos fixos i uns costos per unitat de producció.
{\displaystyle C(n)=C_{f}(n)+c_{o}*n}
on C (n)  és el cost de producció d'una sèrie de n peces, C f  (n)  és el cost no productiu del procés per a n peces, c  o   és el cost unitari d'operació i n  és el nombre de peces produït. El valor d'aquestes variables depèn del nombre de peces de la sèrie.
Atenent als temps del procés, el cost de producció es pot analitzar mitjançant la següent expressió:
{\displaystyle C=C_{h}*t_{p}+C_{h}*t_{op}+\left(C_{f}+C_{h}*t_{rf}\right)*\left({t_{m} \over T}\right)}
C  h   és el cost horari, incloent-hi el cost de la mà d'obra directa, amortització d'instal·lacions, manteniment, etc.; t  p   és el temps no productiu, que inclou els temps de preparació de la màquina (temps de fase); t  op   és el temps d'operació, C  f   és el cost dels talls de tall, que és el cost de les plaquetes en cas d'utilitzar plaquetes intercanviables, o el cost de tota l'eina en el cas d'eines enterizas; t  rf   és el temps de reposició dels talls de tall; t  m   és el temps de mecanització, és a dir, el temps durant el qual l'eina està tallant, i T  és la durada o temps de vida de l'eina.
El cost horari serà major com més gran sigui el cost d'amortització de la màquina i la qualificació de la mà d'obra. Els processos que utilitzen màquines-eina de control numèric tenen un cost horari superior als processos que utilitzen màquines convencionals, però inferior als processos que utilitzen màquines especials, com les màquines de transferència (transfert). En el mateix sentit, els temps de preparació per a un lot són més grans en una màquina de control numèric que en una màquina convencional, ja que es necessita preparar la programació de control numèric de les operacions del procés.
Els temps d'operació són menors en una màquina de control numèric que en una màquina convencional, per la qual cosa, a partir d'un determinat nombre de peces en un lot, la mecanització és més econòmica utilitzant el control numèric. Però, per lots grans, el procés és més econòmic utilitzant màquines especials, com les màquines de transferència.